# Ljubgojna
Ljubgojna – wieś w Słowenii, w gminie Horjul. 1 stycznia 2018 liczyła 145 mieszkańców.